# Amádíja
Amádíja (kurdsky ئامێدی Amêdî, arabsky Al-Emadiyah العمادية‎, aramejsky ܥܲܡܵܕܝܵܐ‎) je irácké město, ležící v guvernorátu Dahúk v autonomní oblasti Irácký Kurdistán. Nejstarší osídlení se datuje do 3. tisíciletí před naším letopočtem. V minulosti tudy procházela i tzv. hedvábná stezka a bylo sídlem paši. Nachází se na severu země, blízko hranic s Tureckem. Město je postaveno je na vrcholu hory stolového typu, 1400 metrů nad mořem.
Město má eliptický tvar o rozloze menší, než jeden čtvereční kilometr, má unikátní urbanistickou strukturu a přírodní krajina je zde použita jako nástroj opevnění. Do hradeb jsou kromě městských bran vytesány sochy, které měly za úkol odstrašit případné útočníky. Bylo to významné město starověké Persie. Město je tvořeno zhruba 1200 domy a žije zde okolo 6000 obyvatel – křesťanů, muslimů i židů. K významným památkám patří zbytky Asyrského kostela, ruiny synagogy, citadela a minaret.

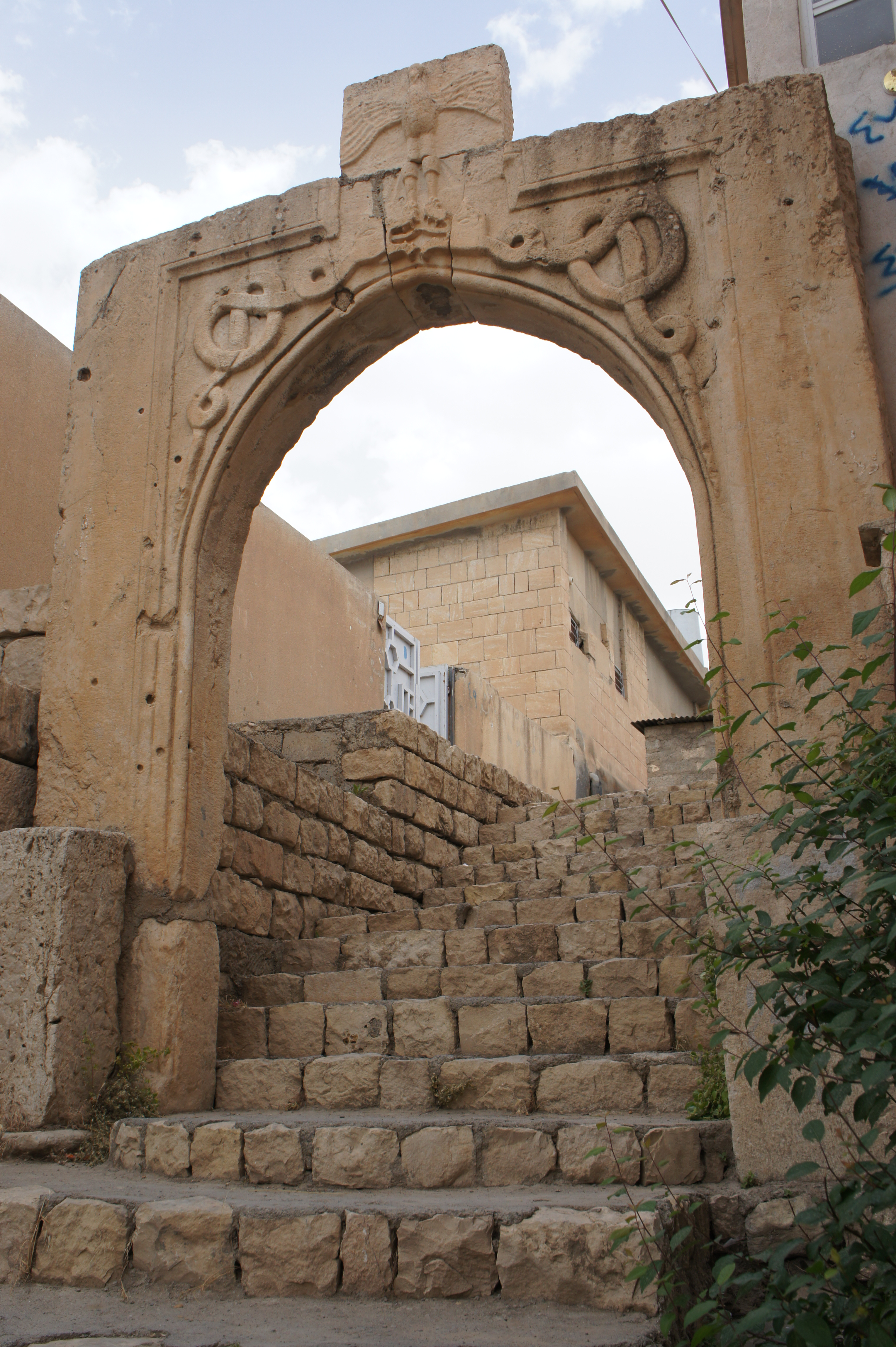
Pozůstatky jedné z bran (2012)
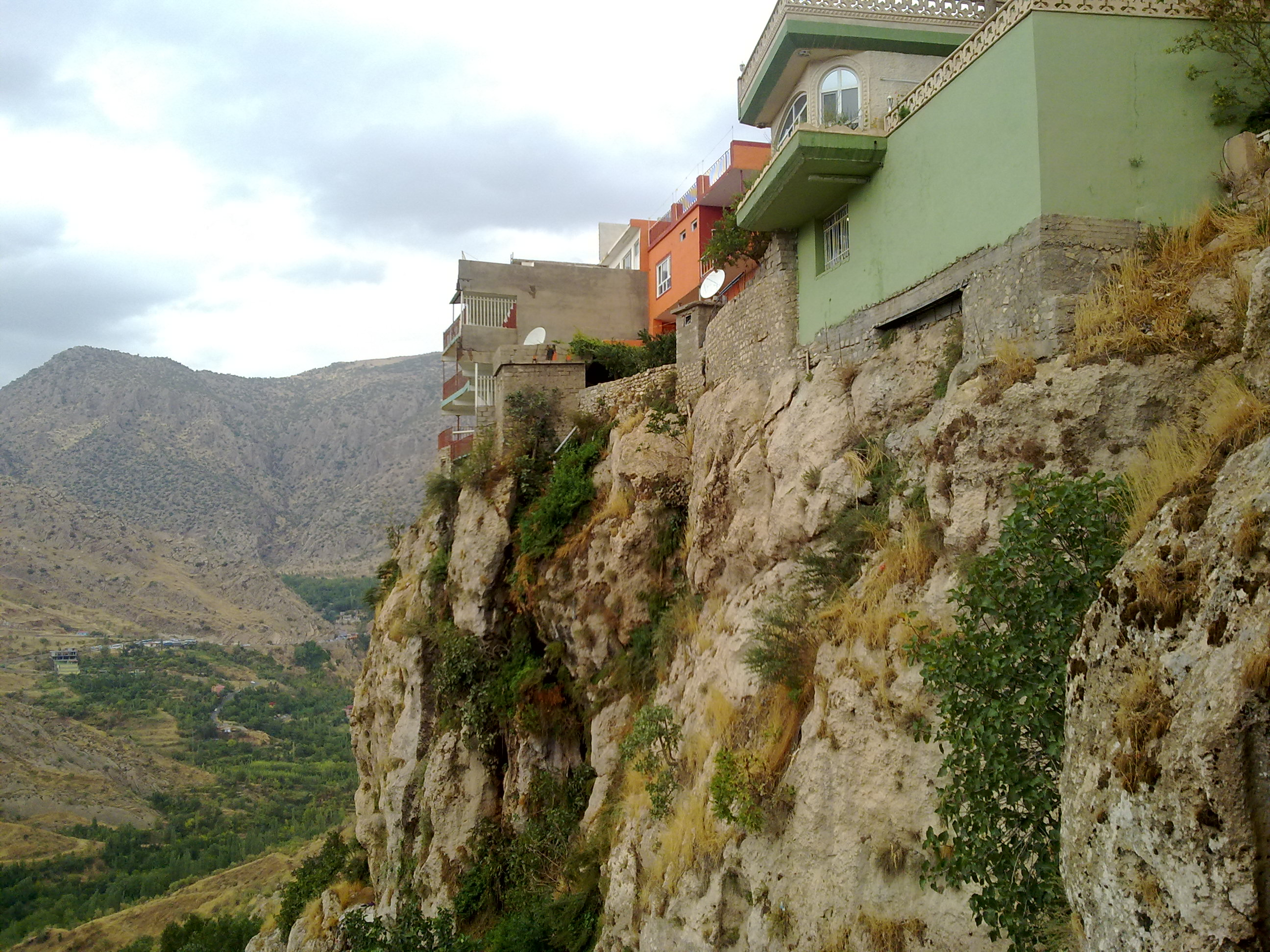
Pohled na domy od městské brány (2009)
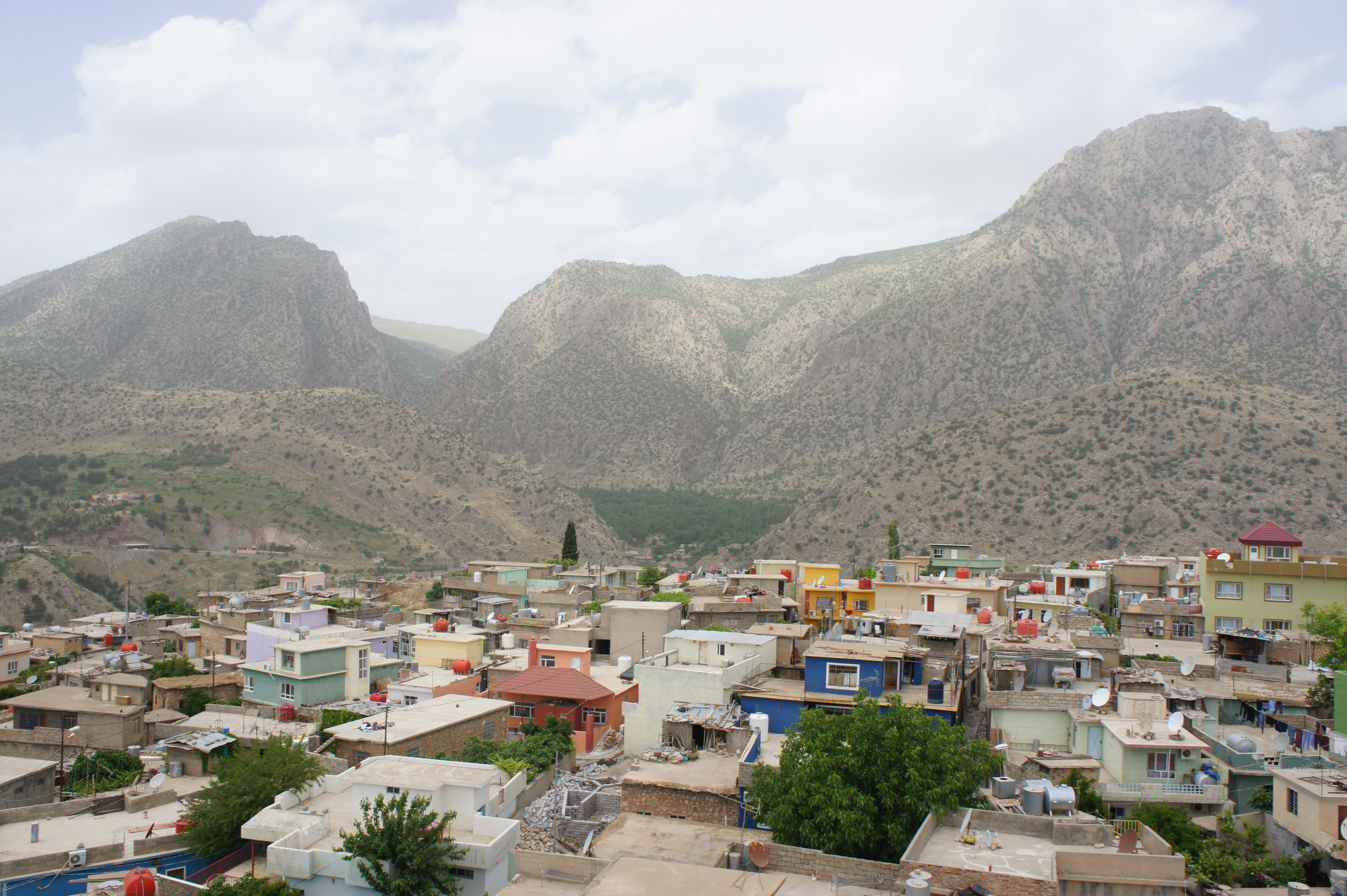
Městská zástavba (2012)